# Thereva ruficornis
Thereva ruficornis är en tvåvingeart som beskrevs av Gimmerthal 1847. Thereva ruficornis ingår i släktet Thereva och familjen stilettflugor.
Artens utbredningsområde är Polen. Inga underarter finns listade i Catalogue of Life.